# Дефлорация

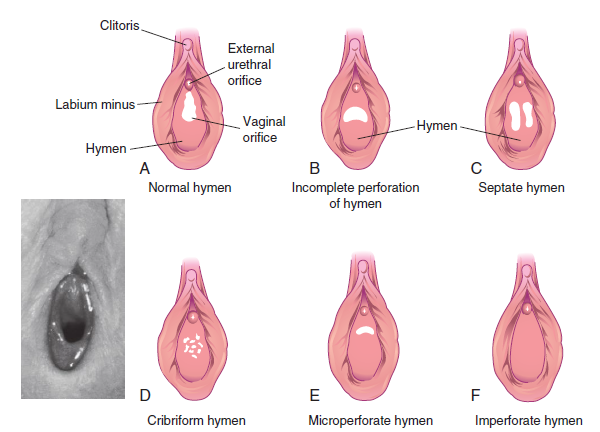
Виды девственной плевы

Дефлора́ция (лат. de «удаление, устранение» + flos, floris «цветок, молодость, девственность») — нарушение целостности девственной плевы. Дефлорация чаще всего происходит при первом половом сношении. Плева растягивается, и, если проникновение было совершено грубо, без достаточного количества естественной или искусственной смазки, в ней образуются микроразрывы, которые могут кровоточить, но сама она остаётся неизменной. Разрывов можно избежать, тогда первый проникающий половой акт не будет сопровождаться кровотечением.
Остатки девственной плевы могут образовывать лоскуты, carunculae hymenаles.

## Физиологический аспект